# Biosurveillance humaine
Pour un article plus général, voir biosurveillance.
La  « biosurveillance humaine »  (ou « surveillance biologique humaine ») est définie dans le domaine de la santé publique environnementale comme l'évaluation de l'exposition humaine à une substance chimique de l'environnement à travers la mesure de cette substance, de son (ses) métabolite(s), ou produit(s) de réactions biochimiques, dans le sang humain, l'urine, le lait, la salive, le tissu adipeux, ou d'autres tissus, chez plusieurs individus pris séparément, mais en général considérés ensemble de façon à constituer une population.

## Origine de la biosurveillance humaine
La biosurveillance humaine connu un grand développement au cours des deux dernières décennies, mais son origine remonte à bien plus loin encore. Les premières évaluations de l’exposition humaine aux substances chimiques aux travers des fluides biologiques furent dans le cadre de la médecine du travail pour la protection de la santé des travailleurs exposés. C’est le cas dans des études américaines dès les années 1930 ayant mesurées les niveaux de plomb et de métabolites du benzène dans le sang et dans l’urine chez des travailleurs professionnellement exposés,. Il s’agissait là de premiers exemples de biosurveillance humaine en milieu professionnel. 
Au début des années 1960, des techniques analytiques puissantes permettant de mesurer de très faibles concentrations de substances chimiques dans le sang et l'urine ont fait leur apparition dans les laboratoires. Ces techniques donnaient la possibilité de déterminer des concentrations beaucoup plus faibles de substances chimiques dans des fluides corporels humains causées par l'exposition de l'environnement. C’est ainsi par exemple que par l’utilisation de la spectroscopie d’absorption atomique, il s'est avéré que la population générale des pays industrialisés était exposée à des niveaux de plomb bien plus élevés que ceux jusque-là évalués et que cela nécessitait des actions immédiates en matière de santé publique. La réduction de la teneur en plomb dans l'essence permis de constater au fil des années une nette diminution des niveaux de plomb dans les populations. Ce fut là l'un des premiers exemples d’utilisation de la biosurveillance humaine dans de grandes études de population afin non seulement déterminer les niveaux d’imprégnation à une substance chimique de l’environnement mais également de contrôler le succès des mesures prises pour réduire les niveaux observés.
De nos jours, la biosurveillance humaine s’impose progressivement comme un puissant outil pour l’évaluation de l’exposition humaine à divers polluants de l’environnement, le suivi dans le temps et l’établissement des politiques de santé publique, tant au niveau de différentes structures nationales mais également d’organismes internationaux. À titre d'exemple, l’OMS suit depuis 1997 l'exposition humaine à certaines dioxines et PCB via le lait maternel.

## Objectifs et utilité de la biosurveillance humaine
La biosurveillance humaine est de plus en plus utilisée et intégrée dans les approches épidémiologiques voire éco-épidémiologiques, qui consistent à examiner la relation de cause à effet entre les problèmes de santé et l'exposition aux substances chimiques dans l'environnement.
Elle consiste à évaluer la présence de certaines substances indésirables ou toxiques dans l'organisme humain comme on le fait déjà dans les plantes, champignons, animaux, bactéries. pour mieux évaluer leur « biodisponibilité » spécifique pour l'homme (en particulier pour l'enfant ou d'autres groupes vulnérables). Elle permet éventuellement de détecter des effets synergiques entre plusieurs produits (synergies positives ou négatives). 
La biosurveillance humaine est une très grande utilité dans le cadre de la santé publique environnementale. Il s'agit pour elle de :
- mieux détecter, connaitre et comprendre afin de les mieux traiter (quand cela est possible) les impacts des substances listées ci-dessus (produits chimique le plus souvent) ainsi que des produits qui en découlent (produits de dégradation, ou métabolites) ;
- permettre une surveillance permanentes de l'état de santé de la population ;
- contribuer à la veille vigilance et alerte sanitaire ;
- anticiper, améliorer et évaluer la gestion de crise sanitaire ;
- évaluer l'efficacité des mesures (pour la santé mais aussi pour l'état de l'environnement).

Ces enquêtes permettent aussi d'avoir des références nationales plus précises de taille, poids, tension, facteurs génétique ou environnementaux de prédisposition, etc.

## Les cibles de la biosurveillance humaine
Ce sont des espèces chimiques connues, suspectées ou à découvrir, ou éventuellement des pathogènes. 
Les polluants les plus souvent ciblés et recherchés dans les années 1990-2010 sont :
- métaux lourds (plomb, mercure, cadmium et quelques autres moins fréquemment)
- radionucléides (en Biélorussie et Ukraine) : iode, strontium, césium
- phtalates
- biphényls polychlorés (BPC)
- ignifugeants bromés
- pesticides (organochlorés (Lindane par ex))
- métabolites d'insecticides organophosphorés
- herbicides (phenoxy par ex)
- cotinine
- composés perfluorés
- bisphénol A (utilisé en particulier dans la composition de biberons ou, plus généralement, de contenants de liquides)
- perchlorate (en Amérique du Nord)
- amines aromatiques hétérocycliques
- mycotoxines

etc.

## Échelles des études de biosurveillance humaine
- spatiale : les études de biosurveillance humaine peuvent porter sur un quartier, une ville, une région, un pays, un continent ou toute la planète ;
- temporelle : les études peuvent durer de quelques années à une période sans date-butoir précisée ;
- de populations : les études peuvent concerner toute une population ou une sous-population (femmes, enfants, personnes âgées, origine ethnique particulière, population vulnérable ou supposée surexposée, etc. pour déterminer des niveaux d'exposition et de risque pour ces groupes particuliers.

## L'être humain comme bioindicateur?
L’homme, le spermatozoïde, la fertilité humaine, la durée moyenne de vie, ou le taux de cancers (et leur nature) ou d'autres maladies peuvent faire partie des batteries d'indicateurs évaluant l'état de l'Environnement. 
Ce sont les « intégrateurs naturels » les plus objectifs d'un état environnemental, et donc des impacts des activités humaines combinés à d’éventuels aléas bio-géo-climatiques naturels... (ce qui les rend éventuellement plus facilement contestables).
- Avantages : ils traduisent une réalité biologique. Ils peuvent confirmer ou infirmer les indices de performance.
- Inconvénients : ils sont parfois frustrants pour l’utilisateur, car s’ils mettent en évidence un problème et ses symptômes, ils n'en désignent pas avec certitude (avant expérience de confirmation) les causes (souvent multiples).

Les bioindicateurs ne sont pas une agrégation d’indicateurs mesurés. Ils intègrent naturellement l’extrême complexité, les synergies et les inerties propres aux écosystèmes. 
La bioindication est cependant utile ou nécessaire à de nombreux protocoles d'évaluation, et parfois à l’application du précaution.
La commission européenne en 2007, après quatre ans de discussions sur le thème Santé-Environnement a validé un projet pilote de biosurveillance chez l'homme.

## La biosurveillance humaine en Europe
Une stratégie européenne (adopté en 2003) en matière d’Environnement et de Santé vise à réduire les maladies environnementales en Europe, et a été suivie d'un plan d'action européen 2004-2010 en faveur de l'environnement et de la santé intégrant notamment un « système d’information intégré sur l’environnement et la santé », et une biosurveillance humaine que les États-membres doivent coordonner en veillant à harmoniser leurs pratiques pour aboutir à l'inter-comparabilité de leurs résultats.  Mi-2008 le parlement européen à la suite d'une première évaluation du plan d’action, considérant « l'importance de la surveillance biologique humaine comme outil d'évaluation du degré d'exposition de la population européenne aux effets de la pollution et la volonté maintes fois répétée par le Parlement au point 3 de sa résolution du 23 février 2005, précitée », et « dans les conclusions du Conseil "Environnement" du 20 décembre 2007 de hâter la mise en place d'un programme de surveillance biologique a l'échelle de l'Union » a recommandé « la mise en place d'un système de biosurveillance à l'échelle de l'Union afin de faciliter la mesure de l'interaction polluants/impact sur la santé. »
Ce même rapport rappelle que « la mise en place d'un système de bio surveillance a l'échelle de l'Union afin de faciliter la mesure de l'interaction polluants/impact sur la santé » était la seconde recommandation du parlement pour le Plan d'action environnement et santé.

## La biosurveillance humaine dans différents pays

### En Allemagne
- La German Environmental Survey (GerES) lancée par l’Agence fédérale allemande de l’environnement (Umweltbundesamt [7]) examine  à intervalles réguliers un pool de volontaires, pour mesurer l'exposition des allemands à certains polluants, et leurs impacts sanitaires (y compris dans l'environnement intérieur, et pour le bruit).
- La GerES IV porte sur un sous-échantillon de 1 790 enfants (3 à 14 ans) choisis dans le pool German Health Interview and Examination Survey (GHIES) (sang et urine sont analysés. Des audiométries sont aussi faites chez une partie des enfants depuis 1991 par le Robert Koch Institute[8]). De mai 2003 à mai 2006 17 641 jeunes de 0 à 17 ans ont été suivis par la GHIES. La Commission nationale de biosurveillance, créée en 1992, accompagne ces projets en validant les protocoles, critères et valeurs guides.

### En Belgique
La Région Flamande soutient la biosurveillance via l’Institut flamand de recherche technologique (VITO) avec un suivi de la population générale et localement de populations exposés à des sites pollués. Un programme de biosurveillance sur cinq ans a démarré en 2002, couvrant 5 % du territoire et de la population avec suivi de plusieurs biomarqueurs d’exposition et d’effets sur 8 territoires et pour trois classes d’âges. Un plan d’action associe des experts aux parties prenantes et vise à  évaluer d'éventuelles anomalies dans les biomarqueurs et à prioriser les problèmes, rechercher l'origine des polluants et le cas échéant traiter les problèmes.
Les données recueillies de 2007 à 2011 en Flandres ont permis de proposer des valeurs de référence pour les nouveau-nés, adolescents et adultes pour des métaux lourds, polluants organiques persistants, phtalates, bisphénol A, composés perfluorés, retardateurs de flamme...).

### Au Canada
L'enquête canadienne sur les mesures de la santé (Canadian Health Measures Survey) est nationale, conduite Statistique Canada et Santé Canada ; son 1er cycle (2007 - 2009) comprend une étude de biosurveillance de l'exposition humains à certaines substances chimiques chez 5 000 canadiens de six à 79 ans (avec sang et urine analysé chez une partie de ces volontaires). Le deuxième rapport contient des données du cycle 2 recueillies entre août 2009 et novembre 2011 auprès de quelque 6 400 Canadiens âgés de 3 à 79 ans sur 18 sites à l’échelle du Canada. Le cycle 2 comprend 91 substances chimiques présentes dans l’environnement dont 42 ont aussi été mesurées lors du cycle 1.

### En Corée du Sud
L'enquête coréenne nationale sur la nutrition et la santé, la KNHANES (Korea National Health and Nutrition Examination Survey) est un système national de surveillance qui fonctionne en Corée du Sud depuis 1998 et qui a pour but d'évaluer de façon continue l'état sanitaire et nutritionnel des coréens, de surveiller l'évolution des facteurs de risques et la prévalence des principales maladies chroniques, et de fournir des données pour le développement et l'évaluation des programmes et politiques de santé en République de Corée. Basé sur l'article 16 de la loi sur la promotion de la santé nationale, elle est pilotée par le Ministère Coréen de la Santé et du Bien-être ; ses enquêtes sont menées par un organisme d'État dédiée : les centres coréens de contrôle et de prévention des maladies, KCDC (Korea Centers for Disease Control and Prevention). Les données de la KHNANES porte sur un échantillon national représentatif assez important de 10 000 citoyens environ chaque année et recueillant des renseignements sur le statut socio-économique, les comportements liés à la santé, la qualité de vie, l'utilisation des soins de santé, des mesures anthropométriques, biochimiques et des profils cliniques pour les maladies non transmissibles et les apports alimentaires. Les données de la KNHANES sont également utiles aux instituts de recherche coréens dans leurs études sur les maladies et les facteurs de risque, étant ainsi à la base de plus de 500 publications. Par ailleurs, la KCDC a publié les statistiques de santé coréennes chaque année et des micro-données sont disponibles au grand public sur le site Web KNHANES.

### Aux États-Unis
Les Centres pour le contrôle et la prévention des maladies (Centers for Disease Control and Prevention, CDC) font de la biosurveillance depuis les années 1970 au moins (depuis 1976 par exemple pour l'enquête National Health and Nutrition Examination Survey, ou NHANES, devenue est une référence mondiale), avec une approche épidémiologiques puis parfois éco-épidémiologiques (mercure et méthylmercure dans le poissons par exemple et risque pour la femme enceinte ou en âge d'enfanter). 
5 000 personnes différentes sont suivies chaque année par le NHANES, qui offre donc un échantillon jugé représentatif de la population nord américaine. Les NHANES I, II et III produisent régulièrement des enquêtes plus poussées (et en continu depuis 1999), via des véhicules allant à la rencontre de la population pour des examens de santé et analyse d'échantillons.
En 2005, 150 substances chimiques avaient été dosées dans la population américaine et en 2009, elles seraient plus de 250.

### En France
En France, le Grenelle de l’environnement (2007) et le Plan national santé environnement soutiennent le développement d'une biosurveillance appuyée par des enquêtes transversales et des études clinico-biologiques. Plusieurs expériences, dont l'Étude nationale nutrition et santé ont mis en œuvre des protocoles de biosurveillance. Le PNSE II doit la renforcer en incluant « un programme de biosurveillance permettant de mettre en relation la santé de la population et l’état de son environnement et d’évaluer les politiques publiques en matière de lien entre la santé et l’environnement. »

### En République tchèque
Le Système surveillance en santé environnementale en République tchèque, EHMS (Environmental Health Monitoring System) , basé sur le décret gouvernemental n°369/1991, est régulièrement exécuté  depuis 1994, avec des objectifs définis orientés sur les risques environnementaux pour la santé et les interactions environnement-santé (http://knhanes.szu.cz).

### En Suède
L'Institut Karolinska mène des actions de biosurveillance depuis plus de 30 ans, avec par exemple un suivi de la teneur des laits maternels de divers polluants, un suivi de la plombémie des enfants. Le mercure a été mesuré depuis les années 1990 chez les femmes enceintes (cheveux) ainsi que le cadmium urinaire chez femmes suédoises, puis les phtalates, perfluorés, ont été suivis (chez des personnes a priori à risque d'exposition)…

## Vers une certaine normalisation
De nos jours, les données sur l’imprégnation des populations à différentes substances chimiques de l’environnement sont de plus en plus sollicitées. Les demandes tant publiques que privées de données de biosurveillances ne cessent d’être à la hausse à travers le monde. Cependant, bien que de façon générale les programmes nationaux de biosurveillances doivent faire face à des défis communs, ils diffèrent de par leurs  expositions environnementales, leurs préoccupations sanitaires, leurs capacités analytiques en matière de laboratoires, leurs priorités politiques et de santé, leur  environnement culturel et leur perception des questions  d’éthique.
Les efforts de normalisation portent notamment sur :
- les protocoles et la mise en œuvre des études de biosurveillance humaine
- les choix des bio-marqueurs et des polluants en fonction de leurs pertinences à différentes échelles
- l'analyse et l’interprétation des résultats (valeurs de référence à harmoniser...)
- Le matériel et les laboratoires (exemple par l’émergence d'un réseau de laboratoires européens)

En Europe, la Commission Européenne en juin 2004 soulignait dans son Plan d’Action pour la Santé et l’Environnement, la pertinence de la biosurveillance humaine et la nécessité d’une approche plus harmonisées en Europe pour permettre une meilleure comparabilité des résultats et une utilisation plus efficace des ressources. Le projet COPHES / DEMOCOPHES (Consortium to Perform Human biomonitoring on a European Scale / Demonstration of a study to Coordinate and Perform Human biomonitoring an a European Scale) fut mis en route en 2009 et pour la première fois ont été produits des résultats d’exposition à des produits chimiques de l’environnement comparables à travers l’Europe. Cette étude pilote portait sur la mesure dans les urines et les cheveux, de biomarqueurs d’exposition au mercure, au cadmium, aux phtalates, au bisphénol A, ainsi qu’aux fumées de tabac dans l’environnement humain. Près de 4 000 échantillons issus d’environ 120 couples mère-enfant dans les 17 pays participants de l’Union Européenne furent ainsi analysés. Les résultats de l’étude COPHES / DEMOCOPHES montrent des variations entre les pays, indiquant de ce fait qu'il existe des différences dans l'exposition à travers l'Europe.